# Waved Out
Waved Out è il secondo album in studio long playing di Robert Pollard, membro fondatore dei Guided by Voices; venne pubblicato nel 1998 sia in vinile che in CD negli Stati Uniti d'America dalla Matador Records; venne puibblicato in formato CD anche in Giappone dalla Bandai Music.

## Tracce
Tutti i brani sono scritti, cantati e suonati da Robert Pollard, autore anche immagini riprodotte nella copertina dell'album.
1. Make Use – 3:16
2. Vibrations in the Woods – 1:05
3. Just Say the Word – 3:00
4. Subspace Biographies – 2:57
5. Caught Waves Again – 1:52
6. Waved Out – 1:14
7. Whiskey Ships – 1:59
8. Wrinkled Ghost – 1:57
9. Artificial Light – 1:03
10. People Are Leaving – 2:37
11. Steeple of Knives – 2:12
12. Rumbling Joker – 2:53
13. Showbiz Opera Walrus – 2:34
14. Pick Seeds from My Skull – 1:07
15. Second Step Next Language – 4:34